# Plaza Ángel Albino Corzo
La Plaza Ángel Albino Corzo, también conocida como Plaza Central de Chiapa de Corzo o "El Parque", es una de las plazas más antiguas de Chiapas y una de las más grandes de América, con un perímetro de 596 metros y un área de 22,210 metros cuadrados. Destaca por sus estructuras únicas de estilo mudéjar, como la famosa fuente "La Pila" y su Torre del Reloj.
Esta plaza fue establecida con el trazo urbano de fundación de Chiapa de Corzo, por los primeros frailes dominicos que llegaron a la entonces Chiapa de los indios con los conquistadores españoles. quiénes encontraron una vertiente de agua, donde posteriormente se construiría la fuente de la Pila o Corona. Previo a su creación, hubo un sitio ceremonial y asentamientos prehispánicos, a 250 metros del Río grande de Chiapas o Río Grijalva.

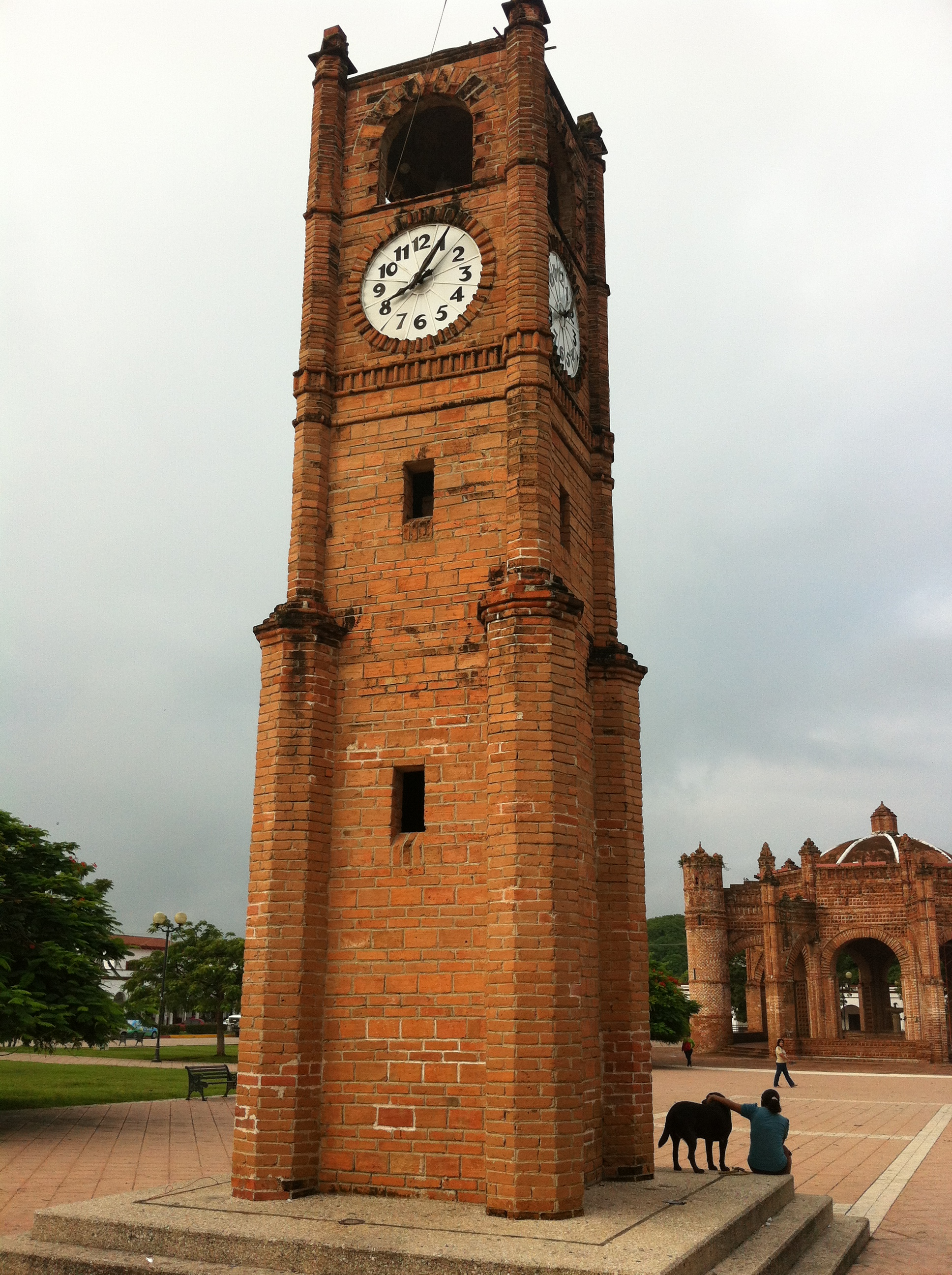
Torre del Reloj Mudéjar en la Plaza Ángel Albino Corzo, al fondo La Pila.

Fue lugar de la ejecución del último líder guerrero chiapaneca Sanguieme, que encabezó la última resistencia de los indios Chiapas contra la conquista española fue quemado en La pochota del parque de Chiapa, también fue escenario de las batallas del 21 de octubre, la guerra mapachista y la guerra de Tuxtla contra San Cristóbal de las Casas. También fue lugar de ejecución de indios rebeldes durante la conquista, de villistas, zapatistas y carrancistas durante la revolución, fue lugar de ejecución de conservadores durante la época de la intervención francesa y del mítico Enrique Verdi.
Por sus atributos simbólicos, históricos, tradicionales y culturales es uno de los sitios importantes de la ciudad. Antiguamente contó con un quisco del siglo XIX, un Mercado y un kínder del siglo XVIII. El parque se encuentra rodeado de portales del siglo XVIII, en el parque de Chiapa de Corzo se ubica la fuente colonial de la pila o Corona, la Torre del Reloj, La Pochota, fue el inicio del camino real a Guatemala, en lo que se llamó la Calle Real, hoy Calle Coronel Salvador Urbina, en la década de los sesenta se convirtió en un conjunto de cuatro parques, pero después se volvió al antiguo trazo de un solo parque.
El parque de Chiapa de Corzo cuenta con varias leyendas como la bala de San Gregorio, La ejecución de Enrique Verdi, los enanitos, el alma de Sanguieme, el rayo en seco al medio día. El parque de Chiapa de Corzo es lugar de expresión popular de inconformidades y alegrías de los chiapacorceños. También es centro de reunión, desfiles, verbenas. Actualmente es una apacible plaza para caminar, recrearse, lugar de actividades culturales y tradicionales.

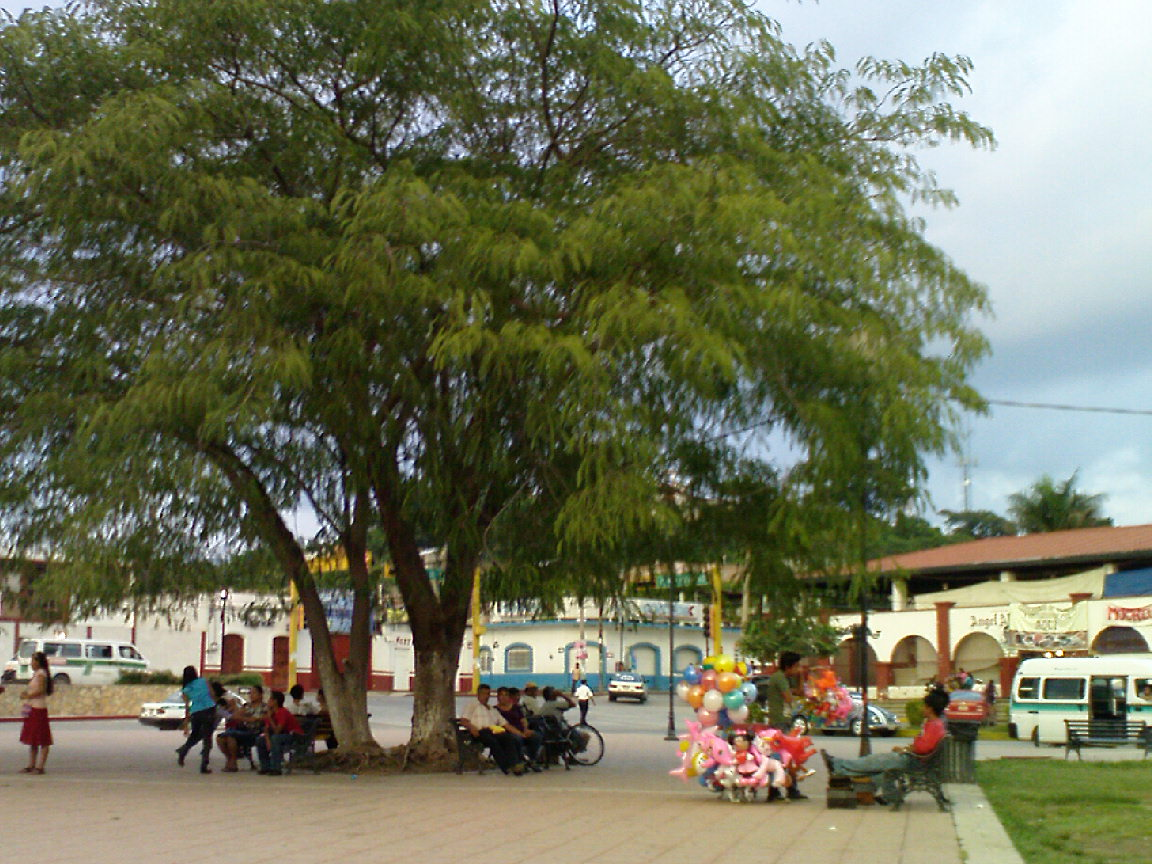
Lado norte-oriente del Parque.
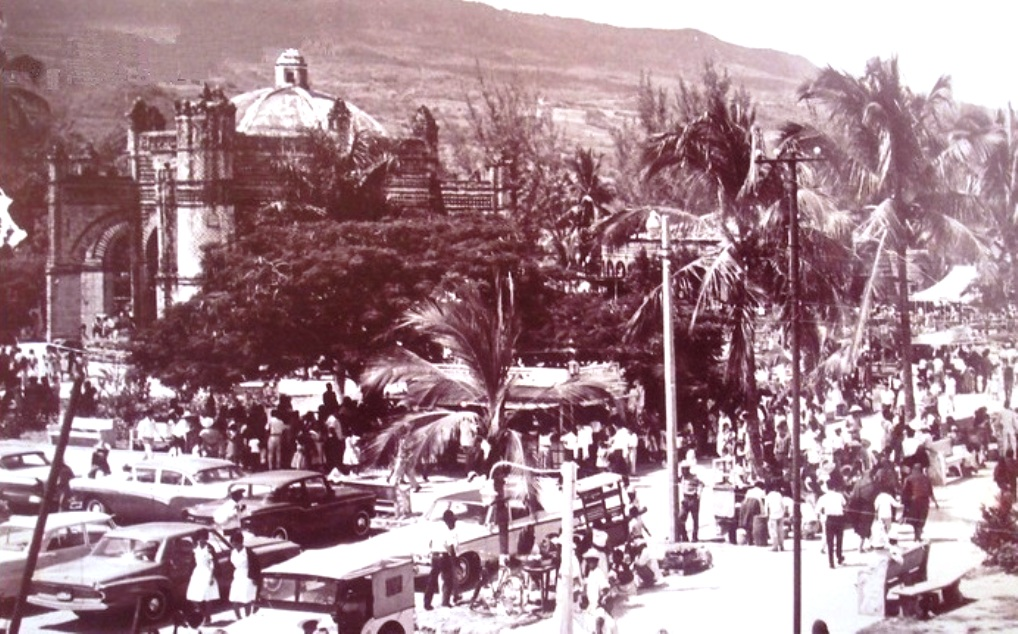
Feria de enero en los 50s.
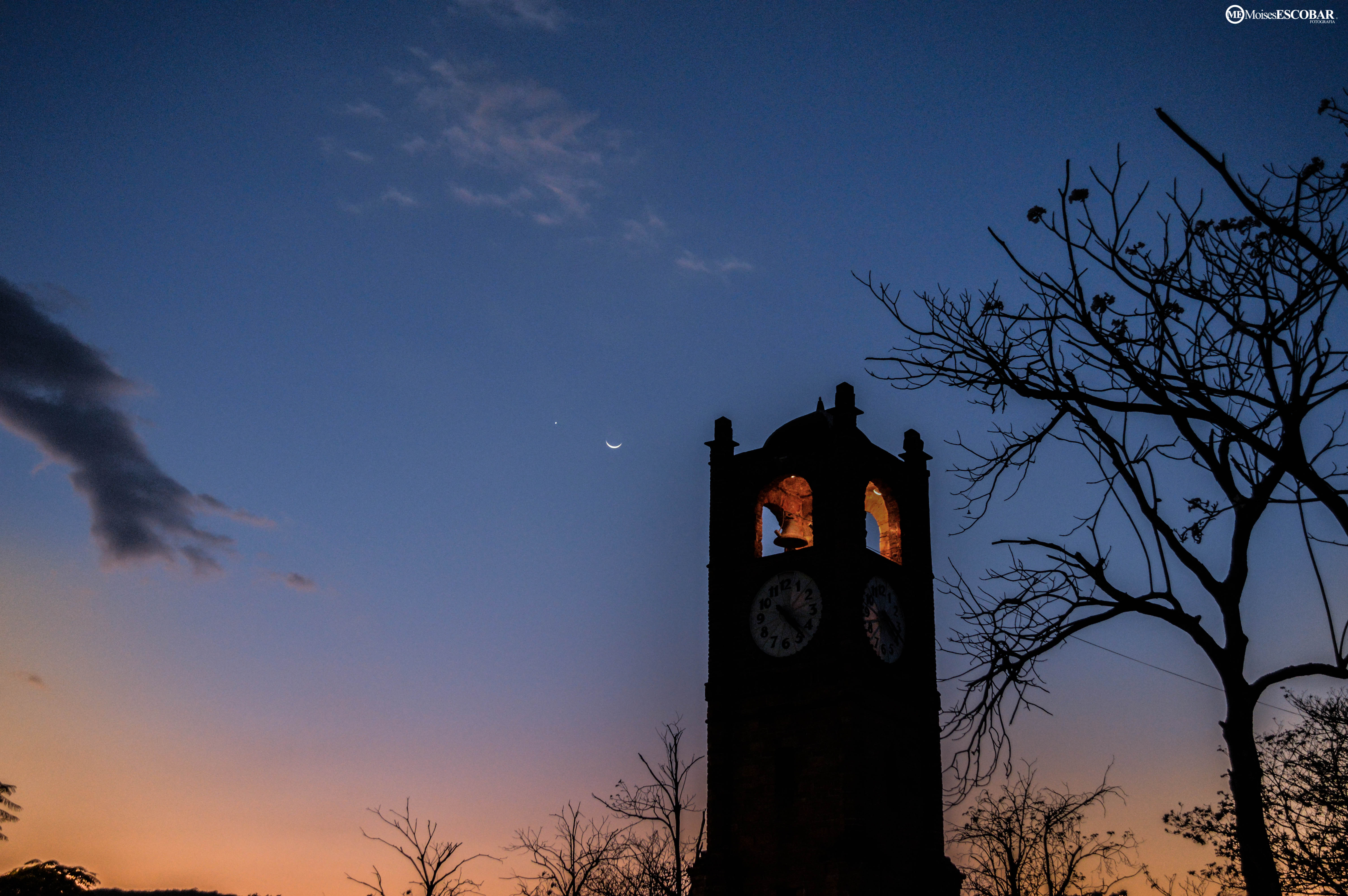
Torre del Reloj.
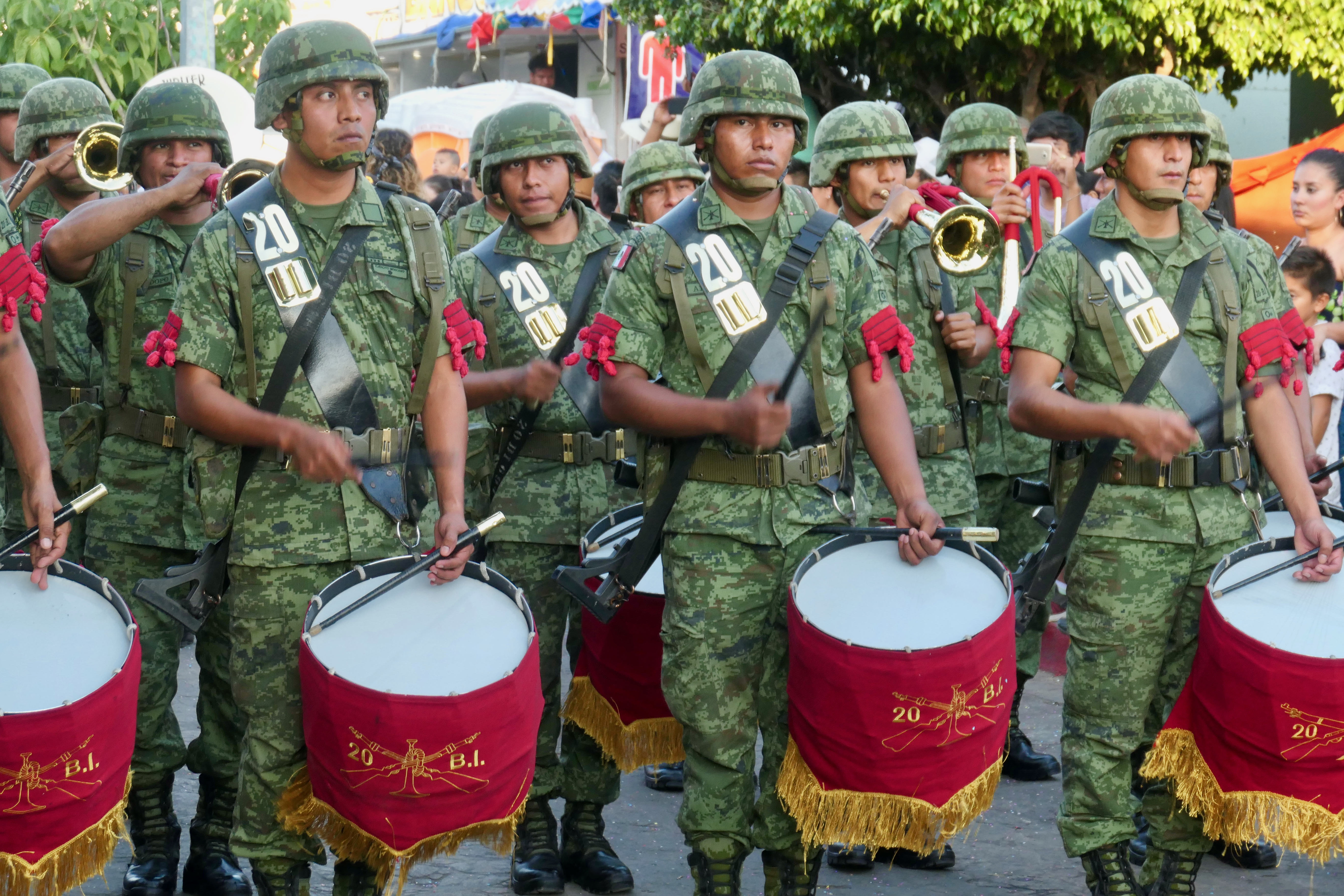
Desfile del 21 de octubre.
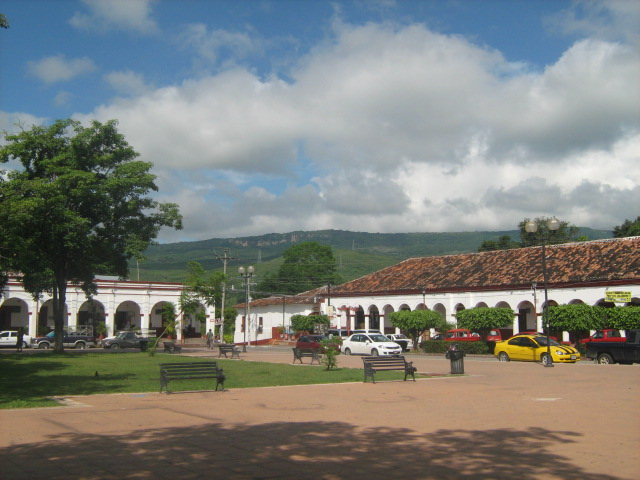
Lado sur-poniente del Parque.
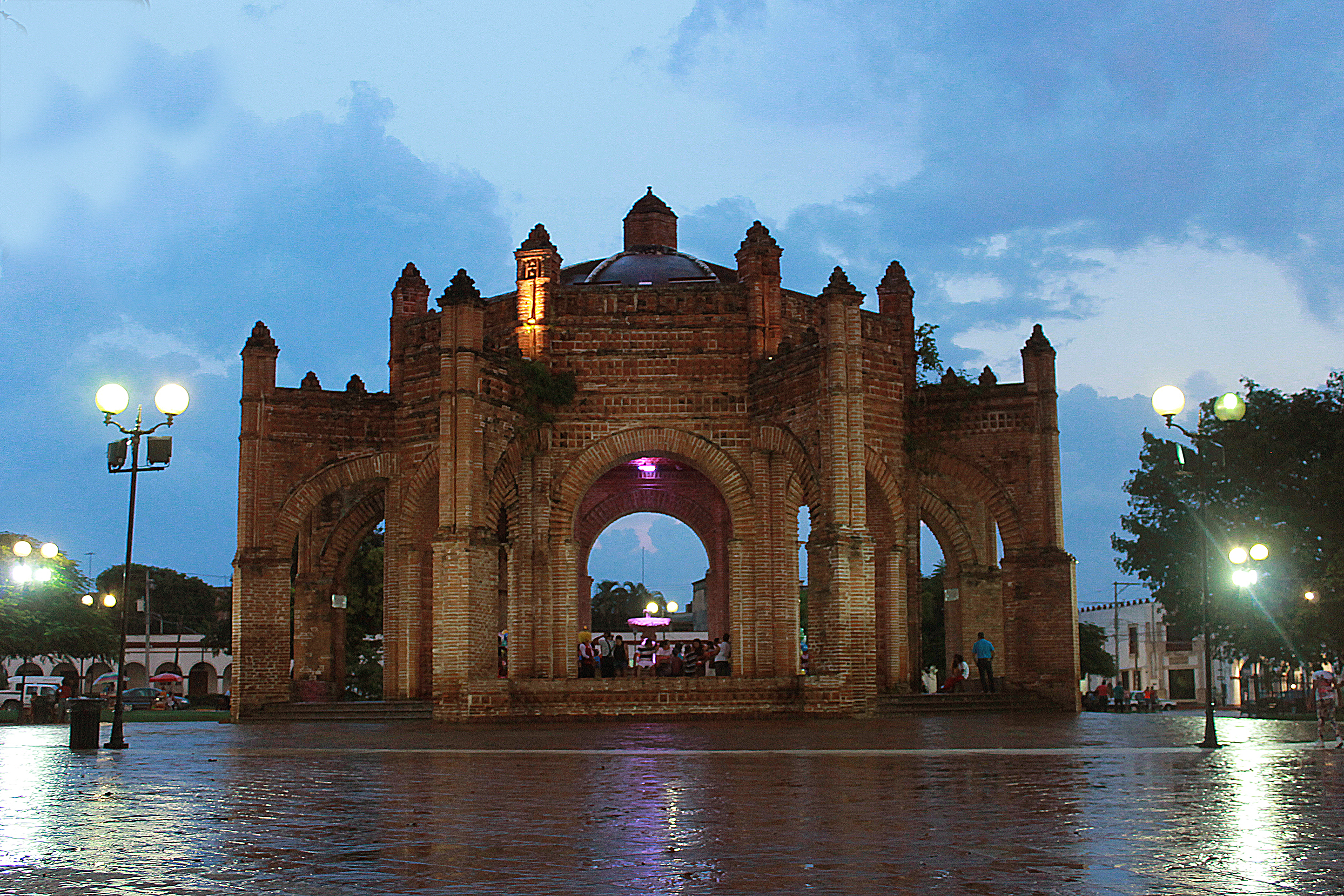
La Pila.
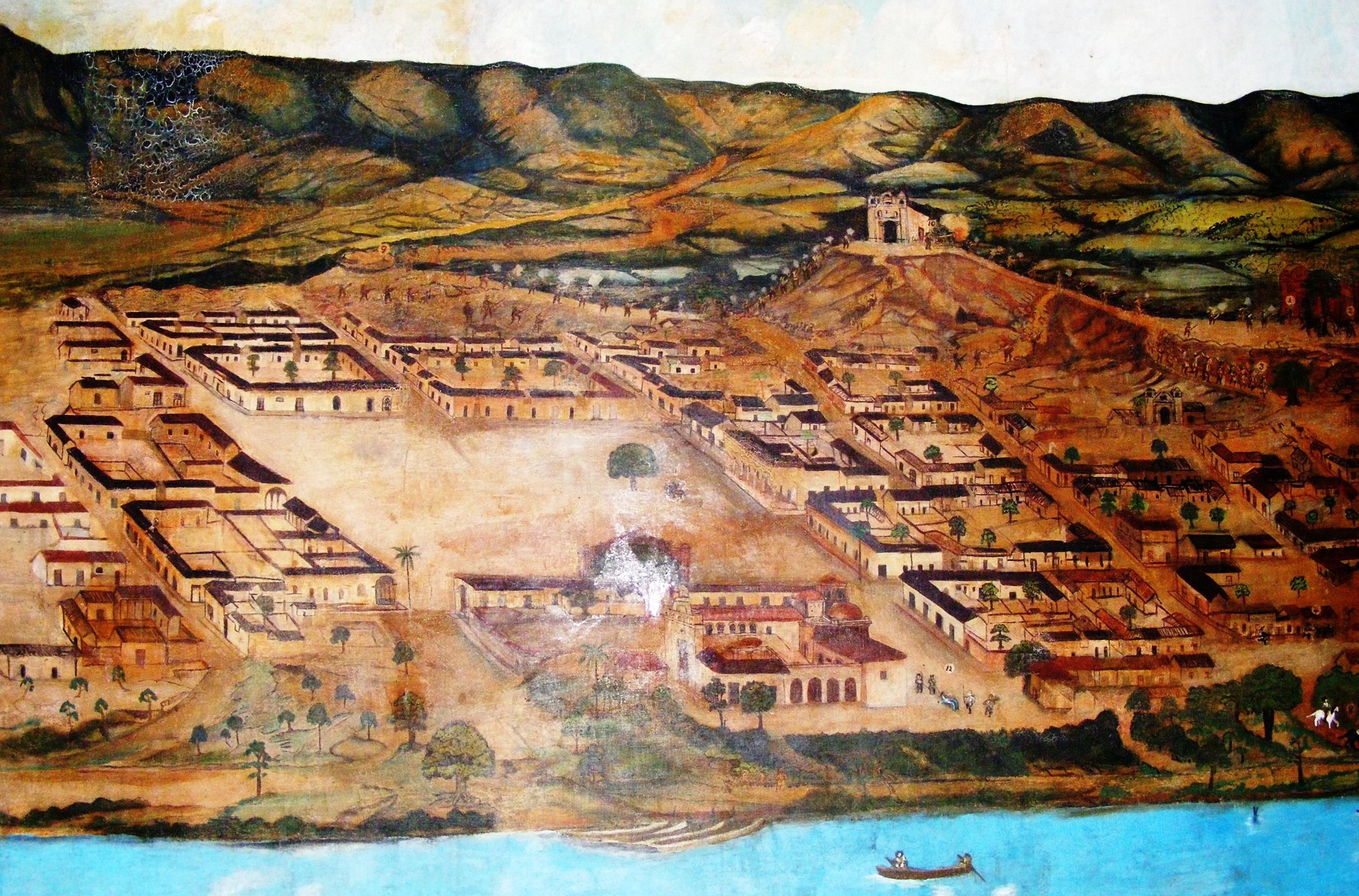
El Parque en 1863.
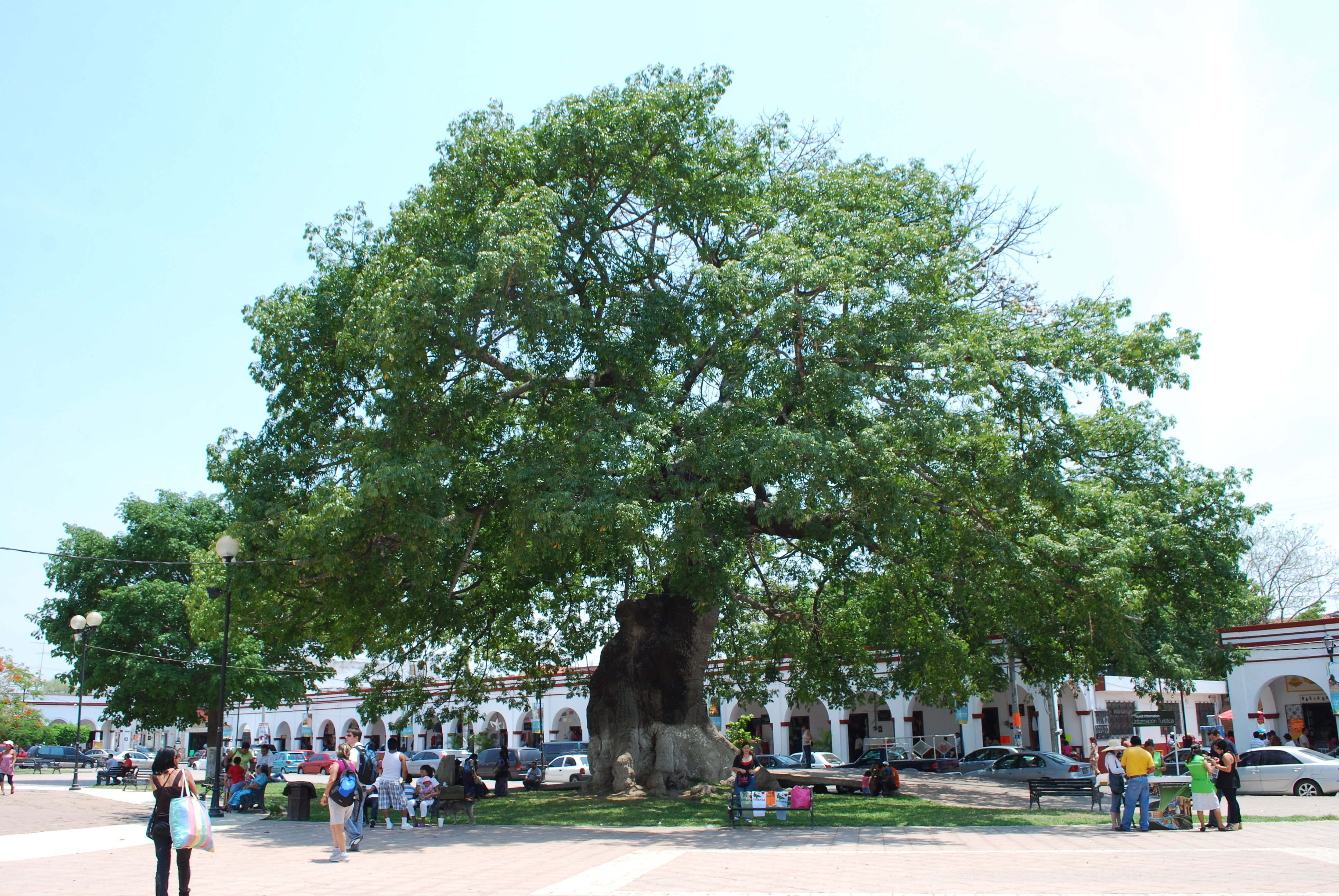
La Pochotona o La Pochoota.